# Dewoniszki
Dewoniszki (lit. Deivoniškiai) – wieś na Litwie, na Suwalszczyźnie, w rejonie kalwaryjskim w okręgu mariampolskim. W pobliżu wsi przebiega trasa europejska E67.
Za Królestwa Polskiego przynależała administracyjnie do gminy Janów w powiecie kalwaryjskim.